# Юлій

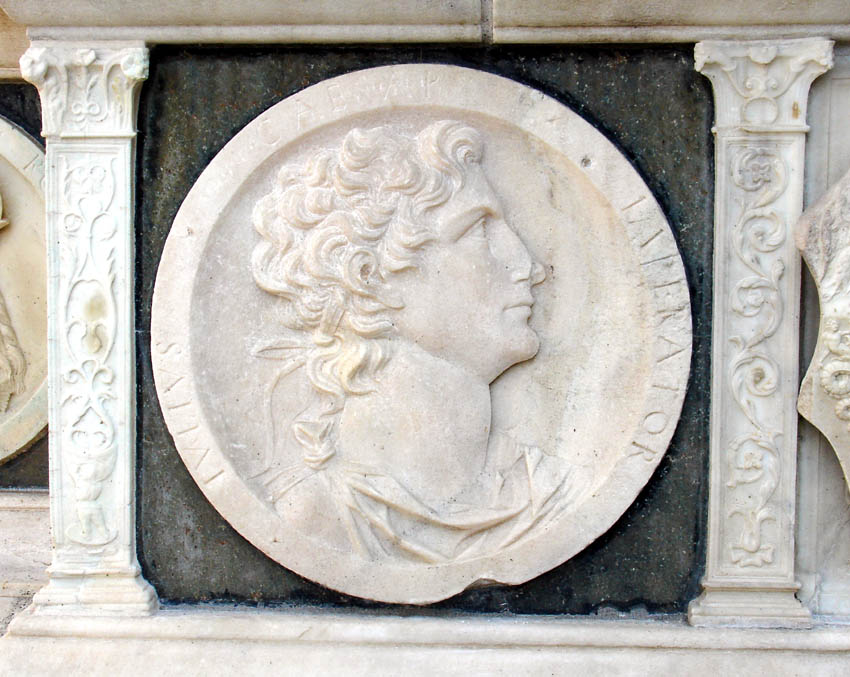
Медальйон «Юлій Цезар» на церкві у Павії

Ю́лій (грец. Ιούλιος, лат. Julius) — християнске чоловіче ім'я.
Зменшені форми — Юлько, Юльчик, Юльцьо.

## Походження
За походженням ім'я являє собою колишній номен: лат. Julius означає «з роду Юліїв». Назва роду, в свою чергу, пов'язана з легендарним Юлом Асканієм, сином Енея, ім'я якого може походити від грец. ίούλιος («юліос») — «пухнастий, кучерявий, хвилястий».

## Написання імені Юлій різними мовами

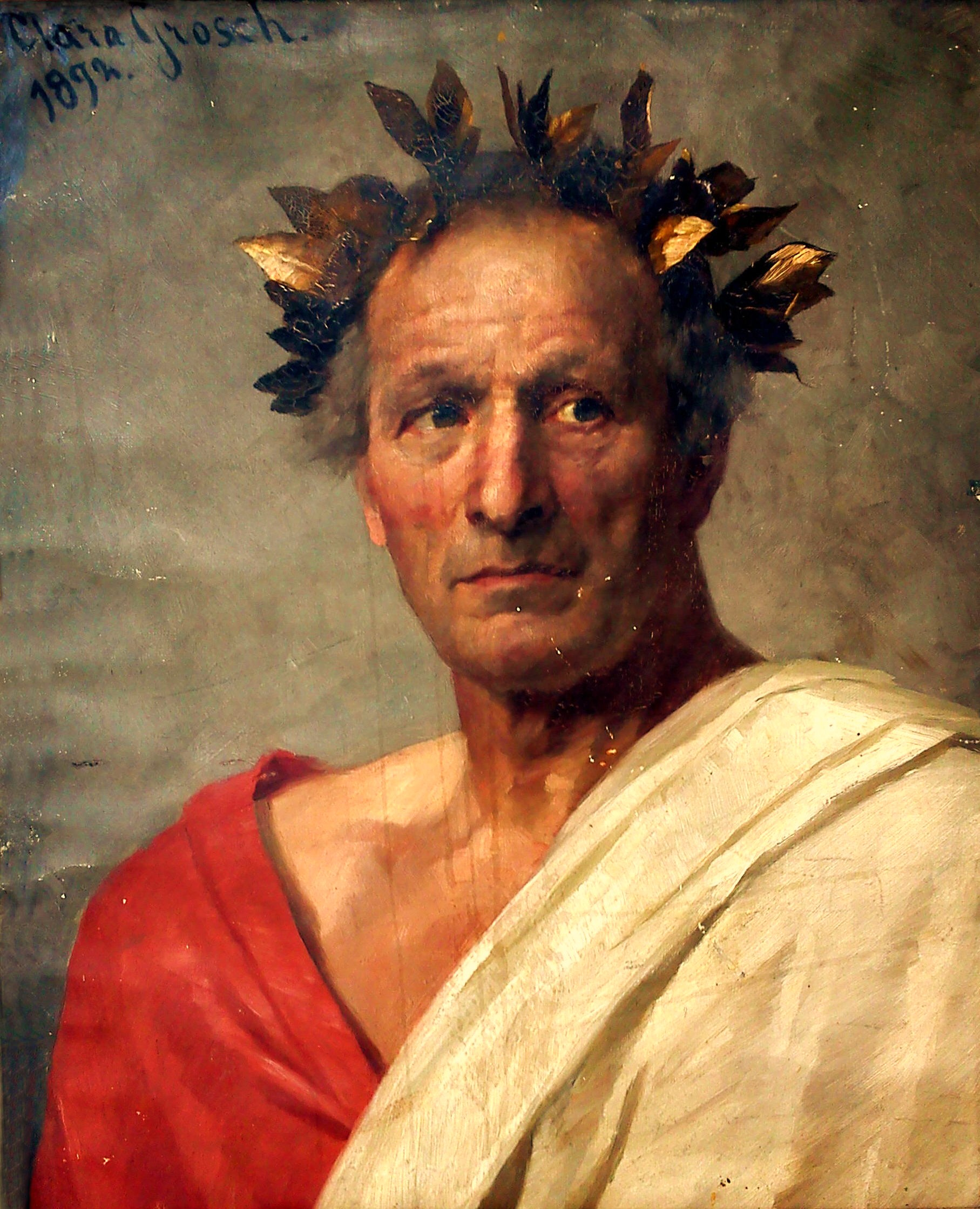
Юлій Цезар.
(Клара Грош, 1892)

- абх. Иулии,
- біл. і укр. Юлій;
- башк., болг., чеч. і рос. Юлий;
- італ. Giulio; Джуліо
- нім., угор., лат., рум., швед., суах. Iulius;
- фр. Jules, Жуль ;
- кат. Juli ;
- хорв. Julije ;
- ісп. Julio, Хуліо ;
- порт. Júlio ;
- афр., англ., дан., ест., гаїт. креол., нід., норв., чеськ. Julius,
- пол. Juliusz ;
- гал. Xulio;
- грец. Ιούλιος;
- кит.: 尤利烏斯;
- кор. 율리우스;
- перс. ژولیوس;
- яп. ユリウス;

## Відомі люди з ім'ям Юлій
- Юлій Цезар (100—44 до н. е.) — давньоримський державний і політичний діяч, полководець.
- Юлій I (1836—1912) — тридцять п'ятий папа Римський, з 6 лютого 337 по 12 квітня 352.

### Джульєс
Джульєс (англ. Julius) — англомовний варіант чоловічого ім'я Юлій.
- Джульєс Аксельрод (1912—2004) — американський біохімік та фармаколог.

### Джуліо
Джуліо (італ. Giulio) — італійський варіант чоловічого ім'я Юлій.

### Жуль
Жуль (фр. Jules) — французький варіант чоловічого ім'я Юлій.
- Жуль Мішле (1798—1874) — французький історик і публіцист.
- Жуль Верн (1828—1905) — французький письменник-фантаст.

### Хуліо
Хуліо (ісп. Julio) — іспанський варіант чоловічого ім'я Юлій.
- Хуліо Іглесіас (нар. 1943) — іспанський і галісійський співак.
- Хуліо Кортасар (1914—1984) — аргентинський прозаїк та поет.

### Юліуш
Юліуш (пол. Juliusz) — польський варіант чоловічого ім'я Юлій.